# Дашко Ігор Тарасович

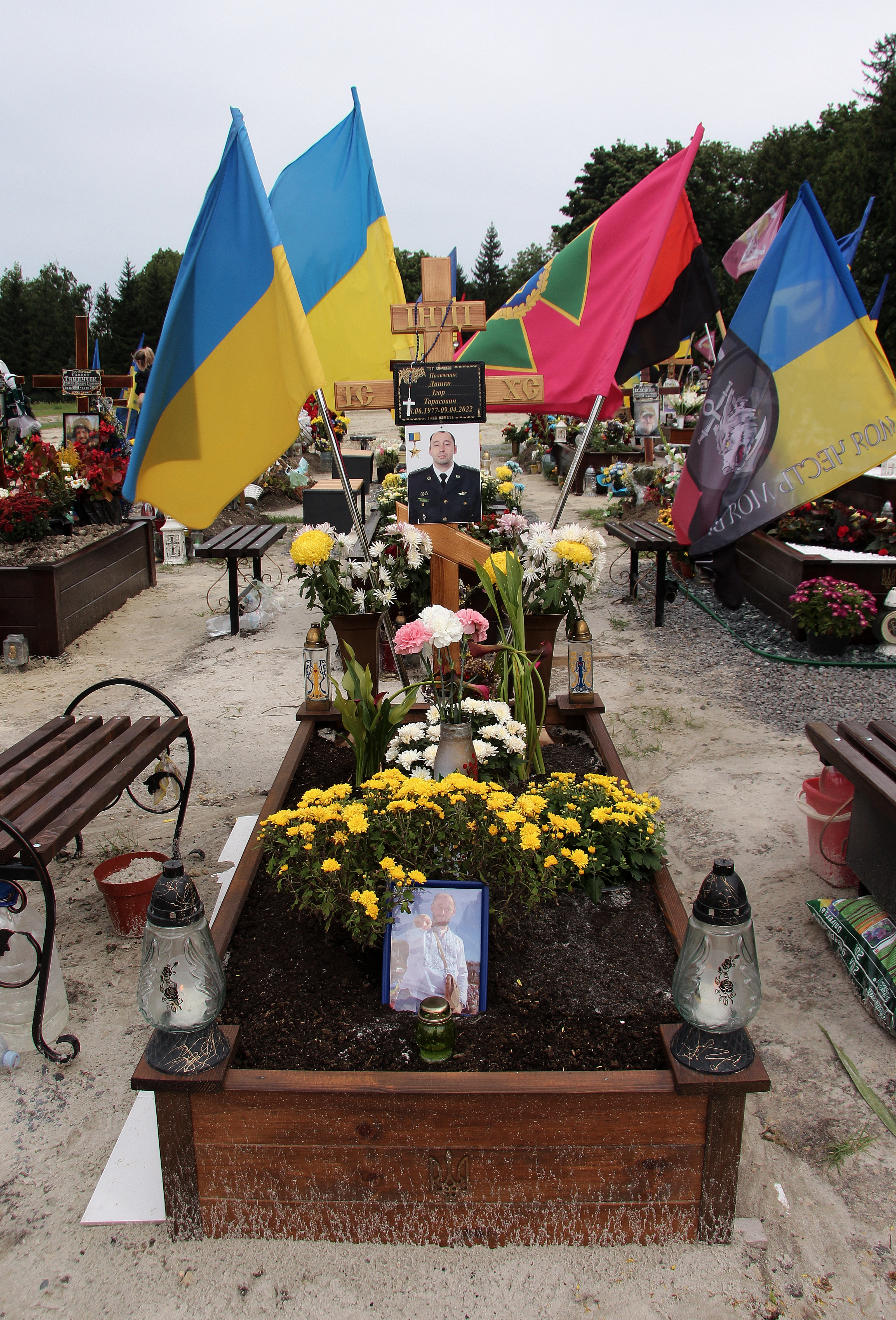

І́гор Тара́сович Дашко́ (18 червня 1977, м. Самбір, Львівська область — 9 квітня 2022, м. Маріуполь, Донецька область) — український військовослужбовець, полковник прикордонник Державної прикордонної служби України, учасник російсько-української війни. Герой України (17 квітня 2022, посмертно).

## Життєпис
Ігор Дашко народився 18 червня 1977 року в місті Самборі на Львівщині.
Навчався в Середній школі № 1 ім. Т. Г. Шевченка м. Самбора, яку закінчив у 1994 році.
Здобув філологічну освіту в Академії Державної прикордонної служби України. Закінчивши навчання в 1999 році, розпочав службу в місті Маріуполь, в управлінні ДПСУ. Згодом закінчив Приазовський державний технічний університет у Маріуполі, спеціальність — інтелектуальна власність.
З літа 2012 року по січень 2022 проходив службу в Західному регіональному управлінні ДПСУ. Згодом обіймав посаду заступника начальника відділу кримінального аналізу та інформаційно-аналітичного забезпечення 1-го прикордонного загону Східного регіонального управління Державної прикордонної служби України. Виконував бойові завдання в зоні проведення ООС.
За місяць до російського вторгнення в Україну знову перевівся на місце служби до міста Маріуполя на Донеччині.

### Обставини загибелі
9 квітня 2022 року підірвав себе на радіостанції в Маріуполі, щоб вона не дісталася російським загарбникам. Останніми словами в радіоефірі були слова «Слава Україні!».
21 червня 2023 року похований на Личаківському цвинтарі.

## Нагороди
- звання Герой України з удостоєнням ордена «Золота Зірка» (17 квітня 2022, посмертно) — за особисту мужність і героїзм, виявлені у захисті державного суверенітету та територіальної цілісності України, самовіддане служіння Українському народу[6].

## Вшанування пам'яті
29 вересня 2022 року у Львові на честь Ігоря Дашка перейменовано вулицю Філатова.
Також на його честь є вулиці в Самборі та Хмельницькому.

## Військові звання
- полковник (посмертно)[8]
- підполковник.